# Ilford Photo

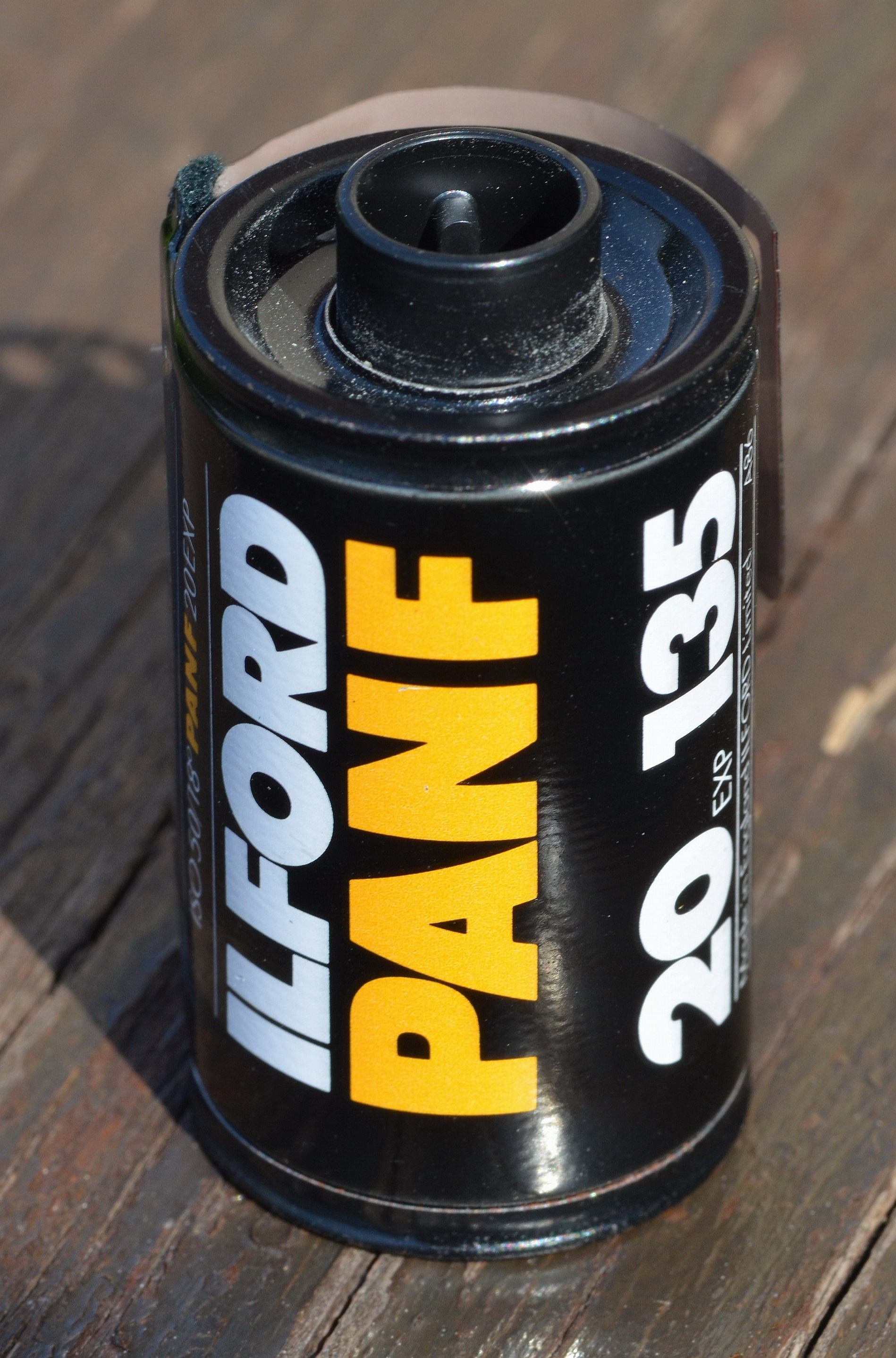
Ilford PAN F, pel·lícula en blanc i negre.

Ilford Photo és una empresa fabricant de material fotogràfic del Regne Unit, coneguda a nivell mundial per les seves pel·lícules en blanc i negre, pels seus papers i pels seus químics, tots adreçats a la fotografia.

## Història
L'empresa va sr fundada a l'any 1879 per Alfred Hugh Harman com la Britannia Works Company. Inicialment fabricava plaques fotogràfiques al barri d'Ilford a Londres, on va créixer exponencialment com a negoci. L'any 1902 va prendre el nom del barri en què es trobava i va esdevenir Ilford Limited tot i l'oposició inicial de l'ajuntament.
Al 1938, la seva seu al Regne Unit es va traslladar a Mobberley, Cheshire, El 1975 va absorbir la històrica Societat Lumière, dels Germans Lumière. El 1989 va ser adquirida per l'empresa americana International Paper, que també era propietària d'empreses d'arts gràfiques.

## Productes
- Pel·lícules: per a càmeres analògiques
- Càmeres
- Paper: de diversos tipus i especialitzats segons el seu ús
- Toners i altres químics